# Taken for Granted
"Taken for Granted" er en sang af Sia Furler. Den blev udgivet i år 2000, og i juni samme år gjorde den sit indtog i top-10 på UK Singles Chart. Den blev på hitlisten i alt fem uger. Det var den første single på Sia's andet studiealbum, Healing Is Difficult. Den er skrevet af Sia og produceret af Nigel Corsbie.
Efter udgivelsen vandt singlen anerkendelse hos radiostationen BBC Radio 1, som begyndte at spille den, og indenfor få uger var den et hit. Den var så populær, at Sia optrådte med den i Top of the Pops og optrådte med den direkte i Jo Whiley's radioprogram.

## Musikvideo
Der findes to musikvideoer til sangen, den originale med lave omkostninger, som blev produceret for omkring $50 (kr. 293). Den begynder med, at Sia ligger i en seng med flere spøgelses-ligende versioner af sig selv rundt om hende, mens den resterende del af videoen foregår på bagsædet af en bil, siddende i et spabad, foran et spejl, hvor Sia er ved at sætte sit hår, og hvor Sia vandrer gennem en smøge mellem to bygninger. Musikvideoen blev instrueret af Matthew Bate.
Den anden musikvideo blev instrueret af Fatima. Den viser Sia iført en afrohår-paryk.

## Hitlister
I juni 2000 var den et hit, hvor den debuterede på dens højeste placering, nr. 10, i Storbritannien.
I marts 2002 havde den lidt succes i Sia's eget hjemland, Australien, hvor den toppede som nr. 100 på ARIA Top 50 Singles Charts.